# Finn Fleute
Finn Fleute (* 5. Januar 2000 in Essen) ist ein deutscher Basketballspieler.

## Laufbahn
Fleute entstammt der Jugendabteilung des Essener Vereins Schwarz-Weiß und spielte dann auch in der Spielgemeinschaft Metropol Baskets Ruhr in der Nachwuchs-Basketball-Bundesliga sowie für den ETB in der 2. Bundesliga ProB.
Im Sommer 2018 wurde Fleute von den Paderborn Baskets verpflichtet und ging damit in die 2. Bundesliga ProA. Er blieb ein Jahr in Paderborn und wechselte anschließend an die Montana State University in die Vereinigten Staaten. In der Saison 2019/20 wurde Fleute in 23 Spielen eingesetzt und erreichte 1,7 Punkte sowie 1,3 Rebounds je Begegnung. 2020/21 fiel seine mittlere Einsatzzeit an der Montana State von 7,5 Minuten auf 5 Minuten, die er für 1,3 Punkte je Begegnung nutzte. Zur Saison 2021/22 wechselte er an die University of Texas at Tyler. Er bestritt für die Hochschulmannschaft während des Spieljahres 2021/22 insgesamt 25 Begegnungen (1,8 Punkte, 3 Rebounds je Begegnung). In der Saison 2022/23 kam er nicht zum Einsatz.
Im Sommer 2023 wurde Fleute vom Zweitligisten SG ART Giants Düsseldorf verpflichtet. Er kam auf 63 Zweitligaeinsätze für Düsseldorf, in denen er im Durchschnitt 3,8 Punkte sowie 3,9 Rebounds erzielte. Zur Saison 2025/26 wechselte er zum Drittligisten Itzehoe Eagles.

### Nationalmannschaft
Mit den deutschen Nationalmannschaften nahm er an der U16-Europameisterschaft 2016 sowie an der U18-EM 2018 teil.